# Сухолетовка
Сухолетовка (укр. Сухолітівка) — село в Новомиргородской городской общине Новоукраинского района Кировоградской области Украины.
До 2020 года входило в Новомиргородский район
Основано в качестве частновладельческой еврейской земледельческой колонии.
Население по переписи 2001 года составляло 39 человек. Почтовый индекс — 26014. Телефонный код — 5-256. Код КОАТУУ — 3523883605.